# Donna Brazile
Donna Lease Brazile (New Orleans, 15 december 1959) is een Amerikaans auteur en politica. Ze bekleedde de positie van interim-voorzitter van het Democratisch Nationaal Comité in het begin van 2011 en in juli 2016. Ze was de eerste Amerikaanse van Afrikaanse afkomst die een grote presidentiële campagne leidde, als campagneleider voor Al Gore in zijn presidentiële campagne voor de Amerikaanse presidentsverkiezingen 2000. Ze werkte ook voor presidentiële campagnes van andere Democraten als Jesse Jackson en Walter Mondale in 1984.

## Levensloop
Brazile werd geboren in New Orleans, Louisiana als dochter van Jean Marie (Brown) en Lionel Joseph Brazile Ze was de derde van negen kinderen. Brazile raakte geïnteresseerd in politiek toen ze negen jaar oud was toen een lokale politieke kandidaat beloofde een speeltuin te bouwen. Brazile haalde een bachelor in industriële psychologie aan Louisiana State University in 1981. Na afgestudeerd te hebben aan Louisiana State University, maakte ze deel uit van de succesvolle campagne om de verjaardag van Martin Luther King, Jr. een nationale feestdag te maken.
- Gemeinsame Normdatei: 129378178
- International Standard Name Identifier: 0000 0000 3647 1956
- Library of Congress Control Number: n2004039734
- Système universitaire de documentation: 229972632
- Virtual International Authority File: 62626762
- WorldCat: E39PBJyhb3yRMDqT9wk9pmbw4q